# Ubbo Emmius

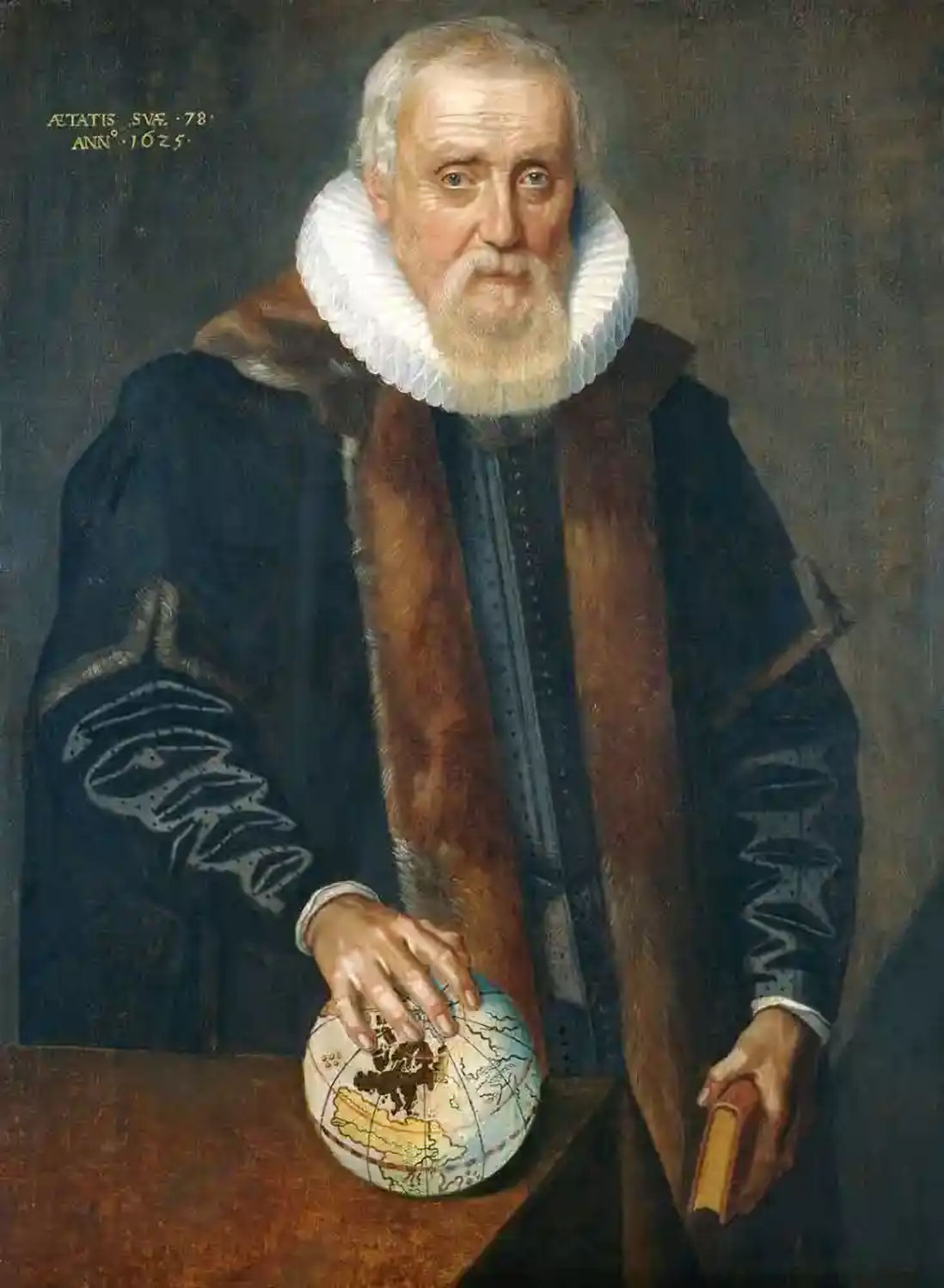
Ubbo Emmius, porträtt från 1586–1625.

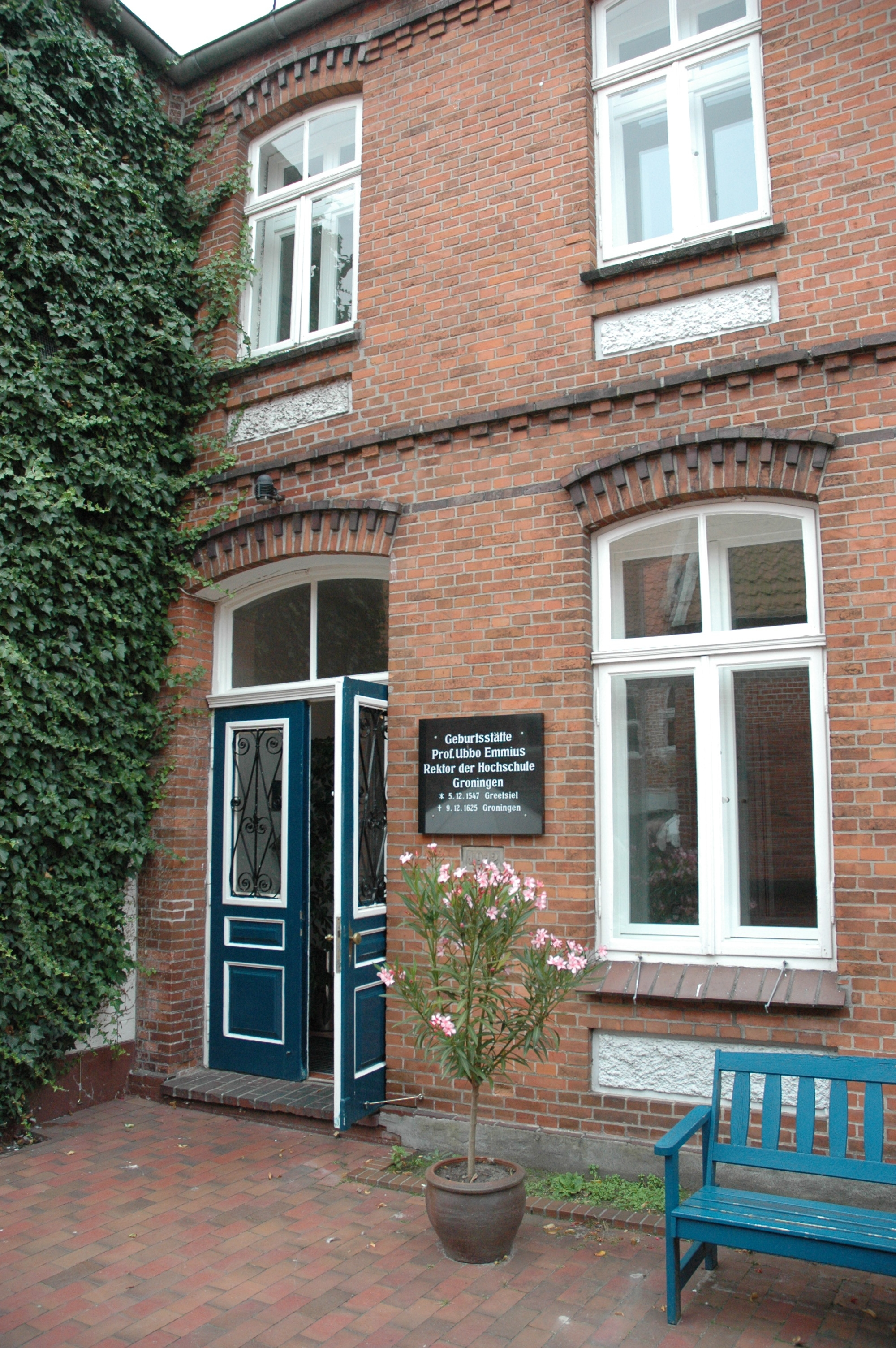
I detta hus i Greetsiel föddes Ubbo Emmius.

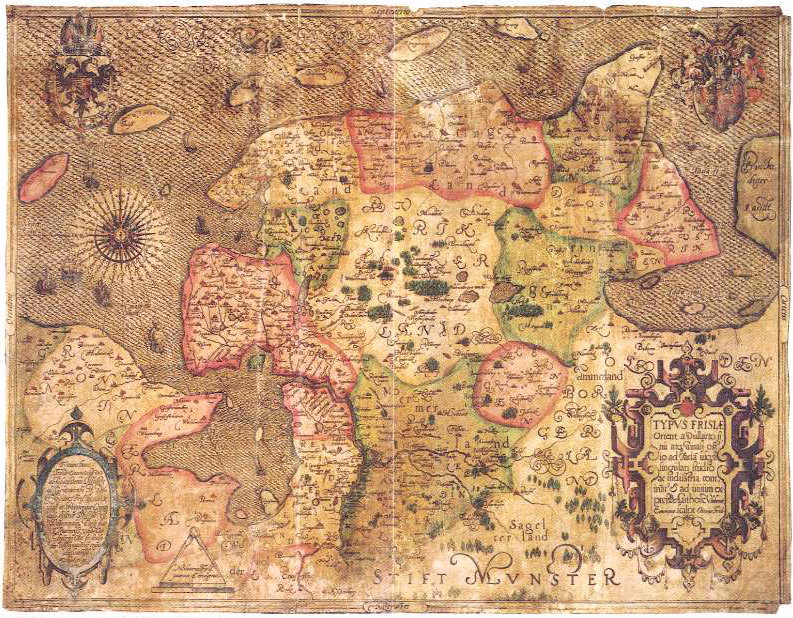
Ubbo Emmius karta över Ostfriesland från 1595.

Ubbo Emmius, född 5 december 1547 i hamnstaden Greetsiel (nu en del av Krummhörns kommun) i Ostfriesland, död 9 december 1625 i Groningen i Nederländerna, var teolog, historiker, pedagog och universitetet i Groningens första Rector Magnificus, alltså rektor.

## Biografi
Ubbo Emmius gick skolan i Emden i Ostfriesland och därefter i Bremen och Norden i Niedersachsen. Därefter studerade han i Rostock innan han 1574 återkom till Greetsiel. Under sin tid i Rostock inspirerades han av bland annat historikern David Chytraeus. År 1576 begav han sig till södra Tyskland, bland annat Heidelberg, Freiburg im Breisgau och Basel. I Basel besökte han sin förebild Erasmus av Rotterdams grav innan han kom till Genève där han återupptog sina akademiska studier. I Genève umgicks han bland annat med teologiprofessorn Theodor Beza.
År 1578 återvände Ubbo Emmius till Ostfriesland där han blev rektor för ett gymnasium i Norden. År 1588 blev han rektor för gymnasiet i Leer. År 1596 flyttade han slutligen till nederländska Groningen där han blev rektor för en skola. År 1614 blev han slutligen rektor för det nygrundade universitetet i Groningen. I Groningen var han professor i grekiska och historia och under hans ledning utvecklades universitetet snabbt.

## Verk i urval
Ubbo Emmius vetenskapliga verk återfinns inom både teologi, historia och statsvetenskap. Han stred bland annat mot de ostfriesiska furstarnas absoluta makt och hans upplysningsorienterade böcker och skrifter brändes offentligt. Han pläderade även för folkets rätt att göra revolt mot överheten.
Bland hans vetenskapliga verk kan följande nämnas:
- Rerum Frisicarum historiae decades (Emmius mest kända verk om den frisiska historien, publicerat i Leiden 1616)
- Opus chronologicum (Groningen, 1619)
- Vetus Graecia illustrata (Leiden, 1626)
- Historia temporis nostri (Groningen, 1732)